# Карл Дениц
Карл Дениц (Гринау крај Берлина, 16. септембар 1891 — Аумиле код Хамбурга, 24. децембар 1980) био је командант подморнице у Првом светском рату, у Другом светском рату командант подморничке флоте, адмирал флоте а након самоубиства Адолфа Хитлера постао је последњи председник Трећег рајха.

## Рани период
Карл Дениц је рођен у Гринау крај Берлина 16. септембра 1891. године. Отац му је био инжењер оптике у фирми „Карл Цајс“. Гимназију завршава 1910. године у Вајмару. Школовање наставља у војно-поморским школама у Килу и Мирвику. Од 1. априла 1910. године до 31. марта 1911. године стажира на крстарици Херта. Дана, 1. октобра 1912. године званично ступа у ратну морнарицу Немачке на лакој крстарици Бреслав. Пре почетка Првог светског рата лака крстарица Бреслау и бојни крсташ Гебен послати су на Средоземно море где су формирали немачку Средоземну ескадру.

## Први светски рат
У почетку Првог светску рата Гебен и Бреслау под командом адмирала Вилхелма Сошона дејствовали су у Средоземном и Црном мору (16. августа оба брода предата су турској ратној морнарици, Гебен мења име у Yavuz Sultan Selim а Бреслау у Midilli, посаде су остале комплетно немачке).
Лака крстарица Бреслау је успешно крстарила Црним морем све до јула 1915. године када је наишла на морску мину. За време ремонта брода Дениц је био на служби у ваздухопловству као репни стрелац и извиђач.
Децембра 1916. године Дениц се враћа у Немачку где завршава подморнички курс за официре. Од 17. јануара 1917. године је на служби као торпедни официр на подморници U-39. Дана, 28. фебруара 1918. године постаје командир старе подморнице UC-27. Дејствујући у Средоземном мору прво потапа транспортни пароброд, а након тога италијански трговачки брод тежине 5 000 тона. У септембру 1918. године преузима команду над новом подморницом UB-68. Приликом напада на један савезнички конвој 4. октобра 1918. године потапа транспортни брод Upek од 3 883 тона, но због механичке грешке на подморници, Дениц је потопио своју подморницу и са посадом био заробљен од стране енглеских морнара.
Након заробљавања Дениц се налазио у логору за војне заробљенике Редмајер у близини Шефилда. У јулу 1919. године враћа се у Немачку и пријављује у ратну морнарицу.
Одликован је Гвозденим крстом I и II реда.

## Између два рата
По условима Версајског мировног споразума, Немачкој је забрањено поседовање подморница и 1. марта 1920. године Дениц је постављен за команданта торпиљера Т-157 са базом у Швенеминдеу (Померанија). Од 1923. године је у инспекцији за минско-торпедно оружје у Килу. Учествовао је у разради новог нацрта дубинске бомбе. У јесен 1924. године је пребачен у централну команду ратне морнарице, где Дениц узима учешће у изради новог војно-поморског устава. Након једног скандала пребачен је на застарелу лаку крстарицу Nymphe у Балтичко море. Од 4. новембра 1928. године је командир 4. полуфлотиле 1. минополагачког дивизиона. Крајем 1930. године Дениц је премештен у штаб Северноморског рејона, где му је главни посао био унутрашња безбедност и борба против комунистичке идеологије у флоти.
Након доласка на власт нацистичке партије НСДАП, 1. октобра 1933. године Дениц постаје капетан фрегате. Током 1933./1934. извршава подужу међународну пловидбу, посетивши Малту, Индију, Цејлон, Јаву, Сингапур и друге државе и острва. Да би усавршио енглески језик, Деница шаљу 1934. године у Уједињено Краљевство. По повратку из Уједињеног Краљевства, 1. октобра 1934. године преузима команду над лаком крстарицом Емден. Дана, 1. фебруара 1935. године Адолф Хитлер издаје заповест да се крене са изградњом подморница, а у марту објављује једнострано престанак важности услова Версајског уговора.
Карл Дениц је био један од малог броја виших официра у флоти привржених нацистима. Кад год је држао говоре младим морнарима обавезно је спомињао и Хитлера у позитивном смислу. Пред публиком у Берлину је изјавио да Хитлер може све да предвиди и никад не прави погрешну процену ситуације као и да су остали људи наспрам њега само обични црви. Са друге стране, Хитлер је имао неограничено поверење у Деница. Дана, 6. јуна 1935. године Дениц је постављен за команданта управо формиране подморничке флоте а уједно и за команданта 1. подморничке флотиле. Врховна команда ратне морнарице а и сам адмирал Ерих Редер се нису мешали у послове око подморничке флоте и дали су Деницу потпуну слободу дејства. На месту команданта подморничке флоте он је био одговоран за тактику напада подморница, посебно на увежбавању посада за групне нападе (касније познате као тактика Вучјег чопора). До почетка Другог светског рата Дениц је успео да створи релативно јаку подморничку флоту са добро увежбаним посадама. Између Редера и Деница је дошло до конфликта пошто је Дениц тврдио да будући поморски рат може да се добије само са великим бројем подморница без употребе већих површинских бродова, што је Редер апсолутно негирао.
Број подморница на дан 1. септембар 1939. године
Немачка - 57, Француска - 78, Уједињено Краљевство - 58, Италија - 106, Јапан - 60, СССР - 150, Пољска - 5, Краљевина Југославија - 4, Грчка - 6, Холандија - 21, САД - 98.

## Други светски рат
На почетку Другог светског рата, Дениц је имао на располагању 57 подморница од којих су 22 биле способне за дејство на Атлантском океану. Подморнице су започеле рат са успехом и само у првом месецу рата потопиле су савезничке бродове тежине 175 000 тона. Карл Дениц је лично направио план успеле операције продора у Скапа Флоу, где је подморница U-47 под командом Гинтера Прина потопила бојни брод Ројал Оук. Он је изразио неслагање приликом израде плана за напад на Норвешку, сматрајући да је основна улога подморничке флоте напад на трговачке бродове на главним поморским путевима, а не чекање у близини Норвешке обале. Дана, 21. априла 1940. године одликован је Витешким крстом. Након капитулације Француске, Дениц добија на њеној обали базе за подморнице. Тонажа потопљених бродова почела је да расте и достигла 353 407 тона за месец октобар 1940. године. Августа 1940. године, ради лакшег командовања Дениц прво премешта свој штаб у Париз, а октобра у Лорјан. Пред крај 1940. године Немачке подморнице су практично поставиле Уједињено Краљевство у безизлазан положај: тонажа потопљених бродова превазилазила је тонажу новоизрађених бродова (не рачунају се бродови добијени од САД). Дениц је успео да до краја 1940. године повећа изградњу подморница са 2 на 6 месечно.
Карл Дениц је уживао велику популарност међу подморничарима. Лично је сачекивао сваку подморницу која се враћала у базу и поздрављао и разговарао са посадом, а такође је и уредио за подморничаре најбоље смештаје за одмор и спавање. Међу официрима подморничке флоте Дениц је имао надимке „Папа Карл“ и „Лав“.
Током 1941. године немачка подморничка флота постигла је огромне успехе (преко 3.000.000 тона потопљених бродова) и поставила Уједињено Краљевство пред највеће искушење. Након уласка САД у рат, Дениц 15. јануара 1942. године издаје заповест да се потапају и амерички бродови. Само у јануару 1942. године потопљено је 303 брода са 330.000 тона тежине. Након оставке адмирала Редера, подржан од Алберта Шпера и војнопоморског Хитлеровог ађутанта Путкамера, 30. јануара 1943. године, Дениц постаје командант Немачке флоте.
По доласку на чело флоте припремио је чистку у штабу свих виших официра који су били истомишљеници са Редером. Дениц се супротставио Хитлеру, када је хтео да расформира флоту површинских бродова (одлука се односила само на велике површинске бродове). Иако је постао адмирал флоте, приоритет му је и даље остао команда над подморничком флотом. Почетком 1943. године подморнице су поново забележиле велике успехе потопивши савезницима бродове у тежини од 627 000 тона. Дана, 6. априла 1943. године добија храстово лишће за Витешки крст. Међутим већ следећег месеца ситуација у борби за Атлантик се преокренула у корист савезника. Маја месеца савезници повећавају активност у борби против подморница и успевају да униште чак 41 немачку подморницу тог месеца. Губици у мају су натерали адмирала Деница да повуче своје подморнице са централног Алантика. У периоду јун-август ситуација је остала иста, при потапању 60 савезничких бродова Немци су изгубили 79 подморница. Након савезничког десанта на обале Француске (види:Битка за Нормандију), Дениц је припремио неколико подморничких напада на бродове у Ламаншу у којима је потопљено 5 ескортних бродова, 12 великих транспортних бродова и 4 десантна брода уз губитак од 82 подморнице. Крајњи биланс рата за Атлантик био је тотални пораз немачких подморница. Од 820 подморница које су дејствовале на Атлантику у периоду 1939 — 1945. године уништено је 784 подморнице (Немци су изградили преко 1 170 подморница), а од 39 000 подморничара погинуло их је скоро 32 000. Дана, 19. априла Дениц евакуише свој штаб из Берлина, а 20. априла посећује Хитлера да му честита 56. рођендан. Пре него што је себи одузео живот 29. априла 1945. године Хитлер поставља Деница за свог заменика на месту канцелара Рајха и команданта војске. Дениц 2. маја 1945. године премешта резиденцију у зграде војнопоморске школе у Фленсбургу. Један од разлога зашто је своју нову канцеларију шефа Рајха поставио чак у Фленсбургу је тај што су му обезбеђење давале морнаричке јединице (Дениц се плашио удара од стране СС-а или Луфтвафе-а). Истог дана (2. мај 1945.) нови вођа Рајха формира нови кабинет на челу са фон Крозигом.
Командовање копнене војске поверено је фелдмаршалу Фердинанду Шернеру, Луфтвафе - фелдмаршалу Роберт фон Грајму, а ратне морнарице адмиралу Ханс-Георг фон Фридебургу. Врховни командант Вермахта био је генерал-пуковник Алфред Јодл. У условима неизбежног пораза Немачке, Дениц се трудио колико год је могао да склопи примирје са западним савезницима и да извуче што већи број становништва са територије која ће да буде заузета од стране Совјетске војске. Дана, 8. маја 1945. године преко радија је објављена општа капитулација немачке војске.

## После рата
Након тачно 23 дана проведена на челу Немачке, Деница и целу владу су 23. маја 1945. године ухапсиле америчке војне власти. У својству главног војног команданта Дениц је изведен пред Међународни војни суд у Нирнбергу. Оптужбе против њега је коментарисао на следећи начин: „Ниједна од теза оптужбе ме не додирује. Типичан амерички хумор“. Преки суд је решио да је одговоран за изградњу и припрему немачке подводне флоте, но није му суђено за припреме и започињање неограниченог подморничког рата. Опроштено му је и то што је наредио да се побију сви противнички војници који би преживели потапање свог брода. Дениц је проглашен кривим по 2. тачки (злочин против мира) и 3. тачки (војни злочин) и осуђен на десет година затвора. Затворску казну је одслужио у Шпандауу. Са собом је увек носио коверат са писмима која је добијао од савезничких поморских официра, који су му писали, изражавајући симпатије и разумевање за њега. На слободу је пуштен 1. октобра 1956. године и ускоро му је влада Западне Немачке одобрила адмиралску пензију. Дениц је аутор неколико књига о историји Другог светског рата а написао је и мемоаре ("Mein wechselvolles Leben").
Карл Дениц је умро од срчаног напада у својој 89. години, 24. децембра 1980. године, а сахрањен је у околини Хамбурга 6. јануара 1981. године.